# Ускверт
Ускверт (нід. Usquert) — село в нідерландській провінції Гронінген. Входить до муніципалітету Гет-Гогеланд.
Його площа становить 1,37км², а населення станом на 2021 рік складало 1 180 осіб.
До 1990 року мало статус окремого муніципалітету.

## Галерея

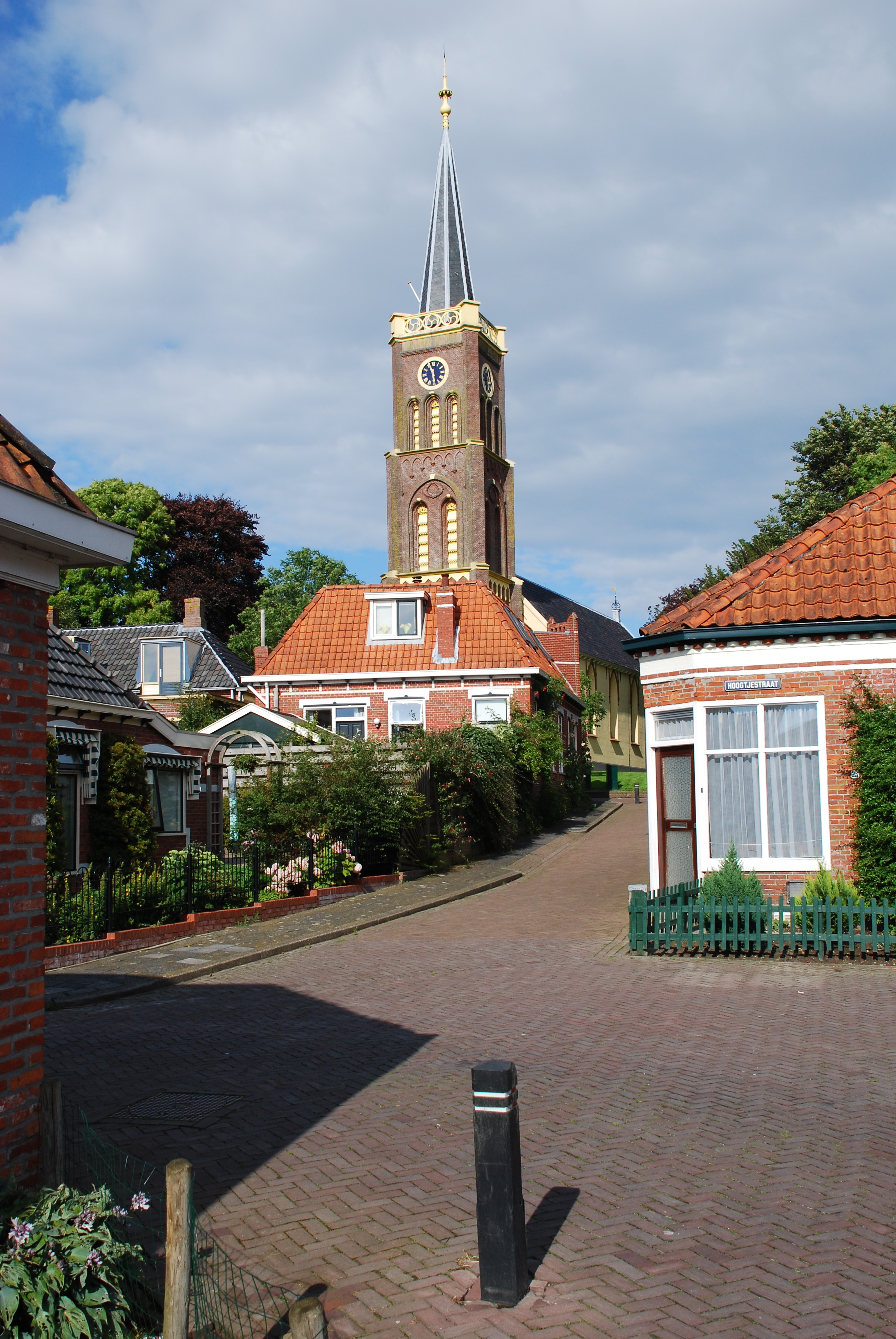
Сільська церква
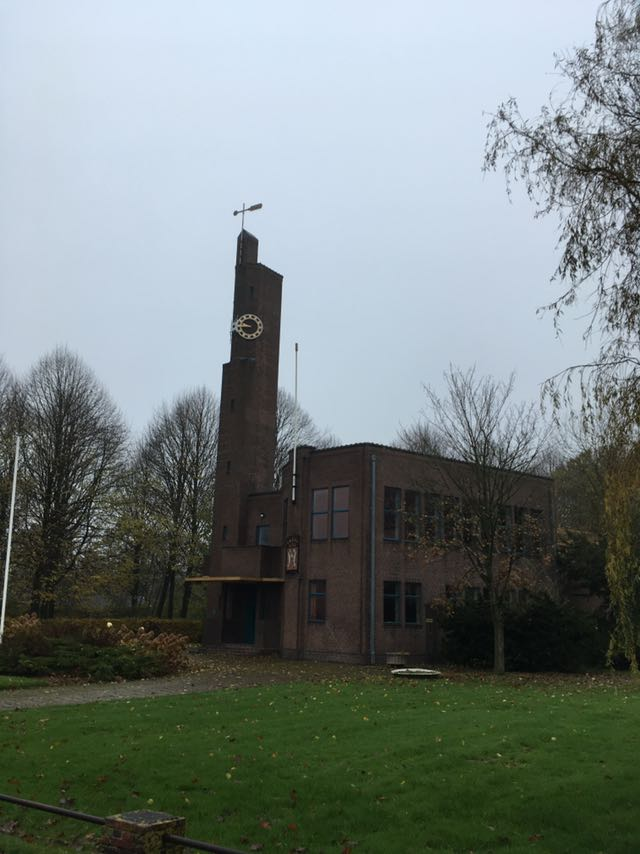
Будівля колишньої мерії
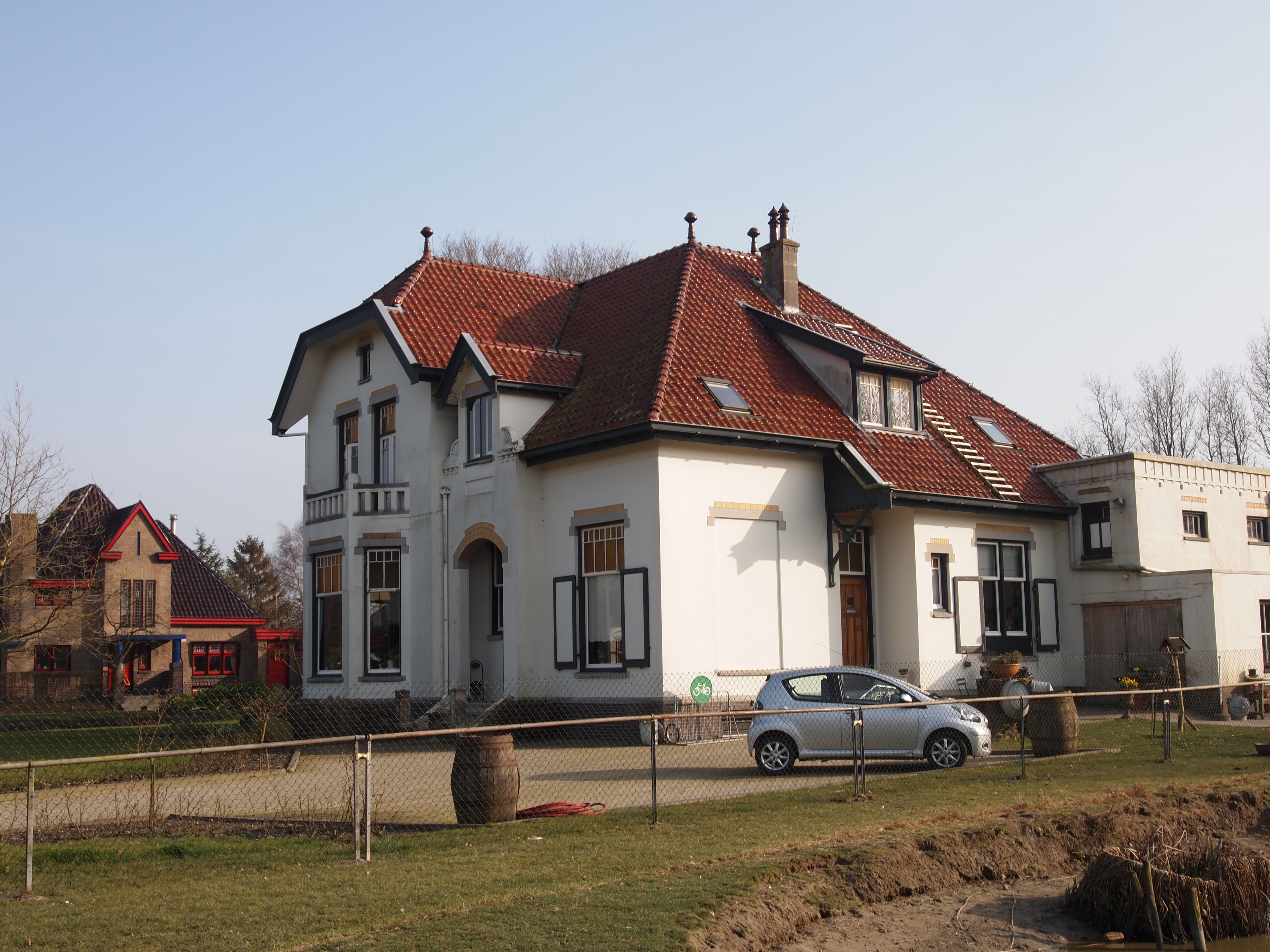
Вілла в Ускверті
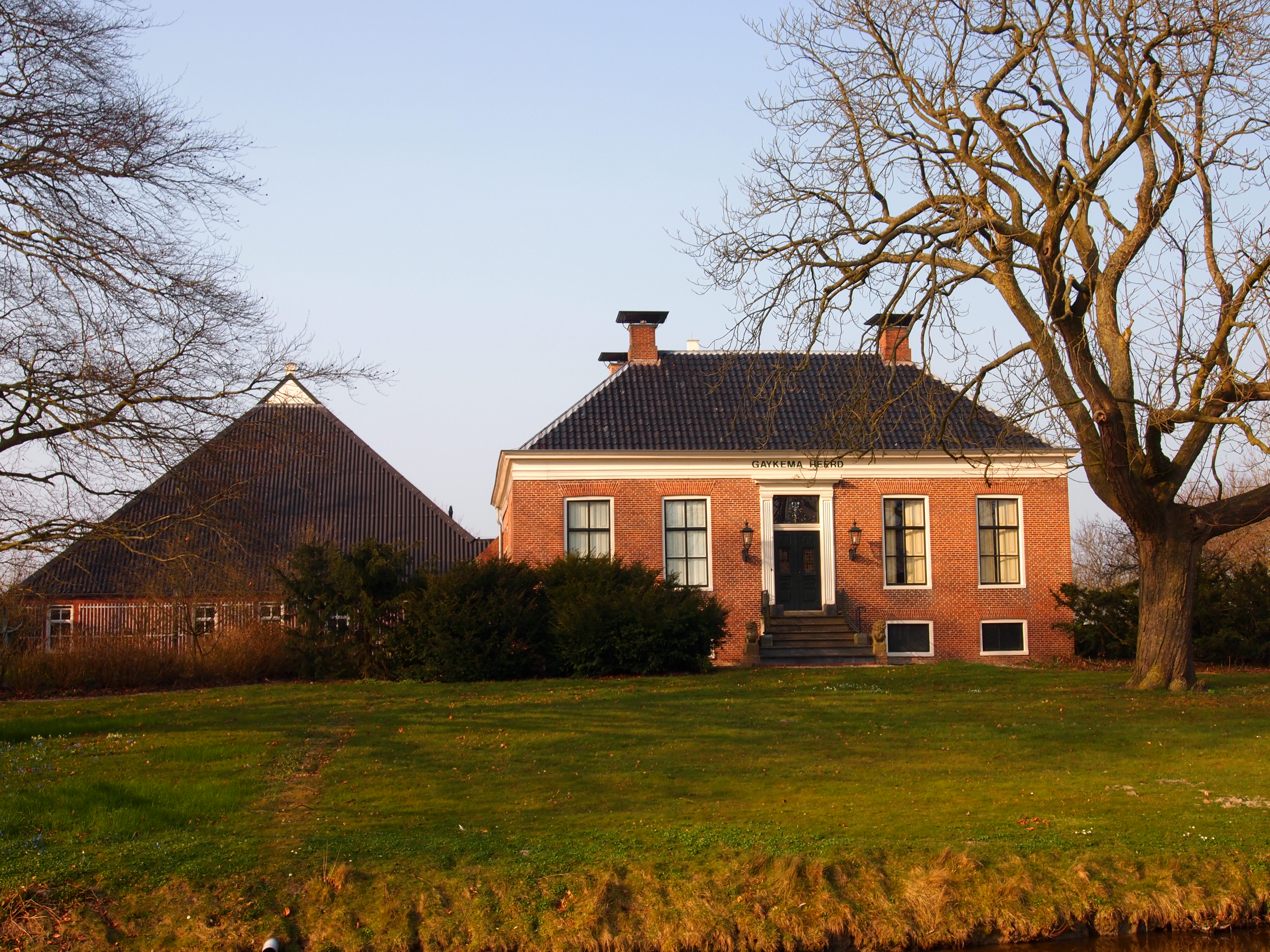
Ферма в Ускверті